# Osyp Bodianski

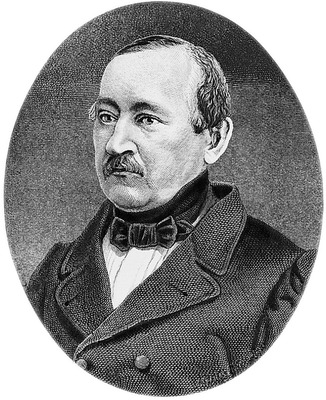
Osyp Bodianski

Osyp Bodianski, (ur. 12 listopada 1808 w Warwie w obwodzie czernihowskim, zm. 18 września 1877 w Moskwie) – ukraiński slawista, historyk, etnograf, folklorysta, tłumacz.
Profesor Uniwersytetu Moskiewskiego. Autor prac dotyczących folkloru, historii i języka Słowian, m.in. Pro narodnu poeziju słowjanśkych płemen (1837), Pro czas wynyknennia słowjanśkych pyśmen (1855). Opublikował wiele materiałów z historii Rosji i Ukrainy (Istorija Rusiw..., Rejestr usioho wijśka Zaporiźkoho..., Litopys Samowydcia). Tłumacz czeskich, polskich i ukraińskich prac na język rosyjski.
Wspierał rozwój języka ukraińskiego, publikując ukraińską poezję oraz przegląd piśmiennictwa ukraińskiego w rosyjskich czasopismach.